# Marc Bertaux
Marc Bertaux (* 1. Januar 1949 in Paris) ist ein französischer Jazzmusiker (Kontrabass, Bassgitarre).

## Leben und Wirken
Bertaux ist als Bassist Autodidakt. Seitdem er 17 Jahre alt war, begleitete er Sänger wie Eddy Mitchell. Mit Bernard Lubat, Eddy Louiss und Claude Engel trat er auf dem Montreux Jazz Festival 1972 auf, um dann in den Bands von Louiss, Francis Lockwood  und André Ceccarelli zu wirken. 
Ab den 1980er Jahren arbeitete er viel im Trio und in anderen Gruppen den Pianisten Zool Fleischer (u. a. Trio mit Tony Rabeson). Weiter spielte er in Gruppen der Pianisten Jean-Pierre Como, Daniel Goyone und Olivier Hutman (1983/4, im Trio mit Rabeson) und des Schlagzeugers André Ceccarelli, nahm mit Trilok Gurtu („Crazy Saints“ 1993 mit Joe Zawinul und Pat Metheny), Umberto Pagnini und Michel Perez auf. Zudem begleitete er die brasilianische Sängerin Tania Maria sowie Pierre Vassiliu und (bis zu dessen Tod 2013) Georges Moustaki. 
1984 erhielt er den Prix Django Reinhardt.